# Palabre
Le mot palabre, qui peut être masculin ou féminin, vient de l’espagnol palabra qui signifie « parole » et « mot ». 

## La palabre en Afrique
La palabre est une coutume de rencontre, et de création ou de maintien de lien social.  Elle apparaît comme une véritable institution sociale à laquelle participe tout ou partie de la communauté d'un village.  Cette coutume permet également de régler un contentieux sans que les protagonistes soient lésés. Bien souvent, un village possède une maison traditionnelle, ou un autre lieu dédié, servant de lieu de palabre (« case à palabres », « arbre à palabres », etc.).

### Valeur sociale et organisation
Le mot palabre revêt, en Afrique, une connotation de paix. Cette conception reste globalement la même dans toute l'Afrique subsaharienne. Ainsi, chez les Bamiléké, la palabre se nomme Tsang et permet d'apaiser les esprits (pouhotrim). Phénomène total, elle implique sacralité, autorité et savoir, ce dernier étant incarné par les vieillards. La palabre, institution normée, exige de ses principaux participants de l'expérience. Chez les Beti du Sud du Cameroun, la palabre répond aux questions : où, quand, qui, quoi, pourquoi, comment. La tenue de la palabre est annoncée par un tambour spécifique et par l'arrivée d'émissaires dans des villages plus lointains. Les géomanciens décident de la date de la palabre. Si elle est, théoriquement, ouverte à tout le monde, elle peut exclure femmes que l'on estime bavardes (ekobo kobo) et enfants (le CNRTL indique que cette assemblée est généralement réservée aux hommes), pour des raisons de confidentialités. Le protocole et la hiérarchie veulent que le chef laisse la place à des experts de différents domaines, par exemple du droit. Les vieillards, qui du fait de leur âge, prennent peu parti et adoptent plutôt une attitude médiatrice. Le président de la palabre est souvent un vieillard et non le chef, ce qui conduit à qualifier les sociétés d'Afrique subsaharienne de gérontocratiques : l'universitaire Thierno Moctar Bah préfère parler de coopération entre les générations. Une fois la paix rétablie, un repas de fête est partagée. Par le phénomène de la palabre, Thierno Moctar Bah veut montrer que la culture de la paix est fondamentale en Afrique subsaharienne, loin de la conception que certaines ethnographies peuvent donner à propos de conflits entre différentes tribus. 

### Lieux dédiés à la palabre

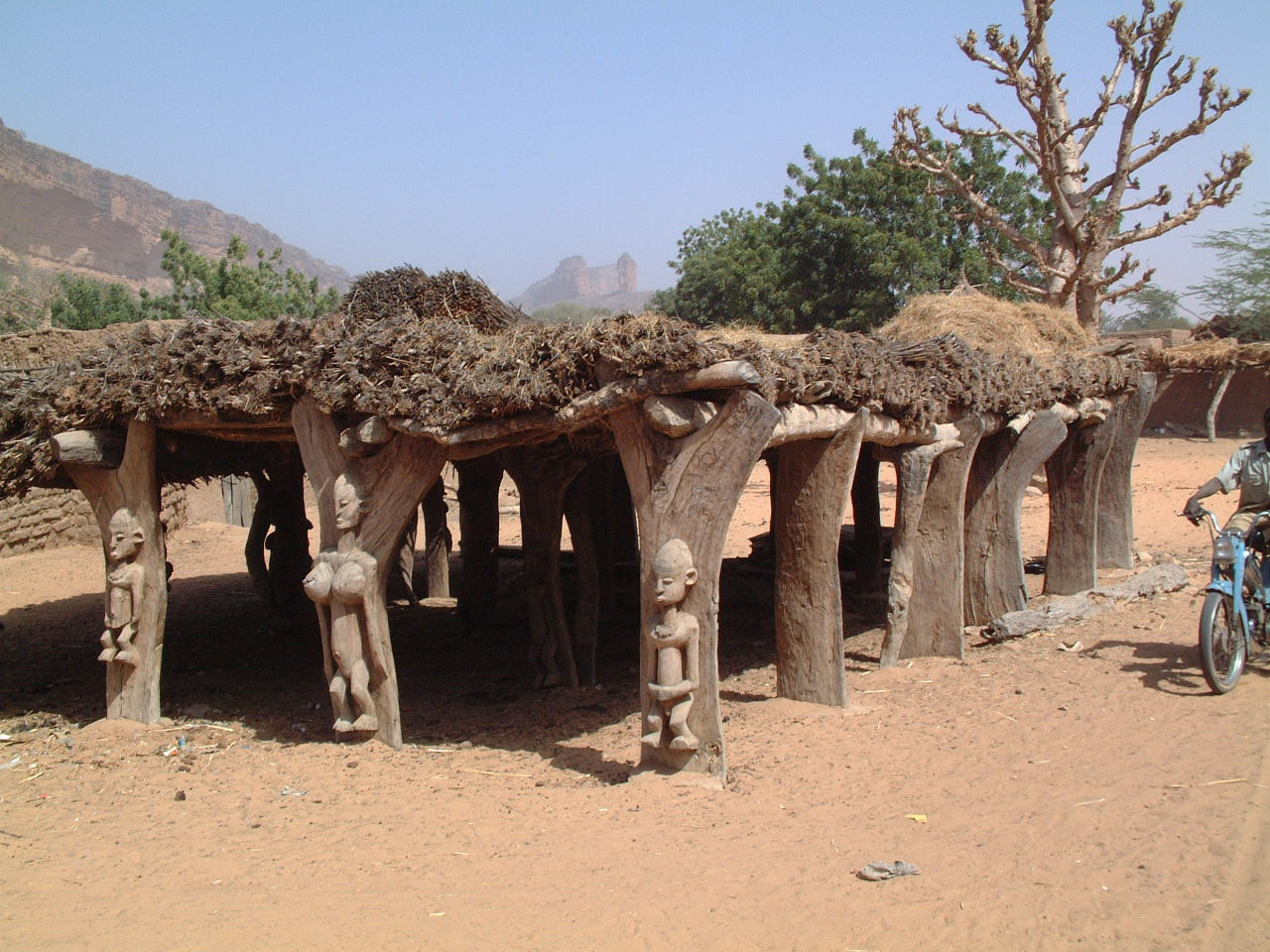
Le toguna du village de Endé au Pays Dogon

Selon les régions, la palabre peut se tenir sous l'arbre à palabres, généralement un baobab, ou dans un bâtiment spécial réservé à cet effet.  C'est le cas de la Toguna (orthographe variable : togouna, to'guna), du Pays Dogon, au Mali, structure basse  réservée aux hommes.  Dans son autobiographie, Nelson Mandela, né au Transkei d'une famille Xhosa, cite les réunions tribales qui se tenaient régulièrement à la Grande Demeure. Chez les Baoulés, selon la circonstance, on peut se réunir sous l'apatame (« tonnelle » traditionnelle) du chef du village, généralement situé devant sa maison, mais le chef peut aussi se rendre lui-même chez les personnes concernées. D'après Godefroy Bidima dans son livre intitulé "La palabre. Une juridiction de la parole" (1997), chez les Fangs et les Bulu d'Afrique centrale, la palabre se déroule au sein d'un corps de garde appelé Aba. Autrefois l'Aba était considéré comme la Maison des Hommes et constituait le lieu par excellence du débat public.

## En France
Kofi Yamgnane a instauré[réf. nécessaire] un conseil des anciens dans la commune de Saint-Coulitz dont il était maire (1989-2001) afin de renouer avec la pratique de la palabre dont il avait fait l'expérience au Togo. D'autres municipalités ont imité cette initiative.

## Aux Îles de la Madeleine
Aux Îles de la Madeleine (Québec) et à l'île Maurice, une palabre désigne une rumeur, avec un sens aggravé.

## Sens populaire
En français de Côte d'Ivoire (et par extension, des pays limitrophes), le terme « palabre » est synonyme de « dispute » en général, y compris dans la vie de tous les jours. « Faire palabre » signifie « offenser quelqu'un », « causer une mésentente ». Par exemple, « Les jeunes là sont en train de faire palabre à cause du prix du transport », ou encore « Arrête de crier comme ça dans la rue, ça va faire palabre avec les voisins ». On peut également « être en palabre » avec quelqu'un : « Afoué et Ahou ne se parlent plus : elles sont en palabre depuis que son mari lui a mal répondu ». Encore plus simplement : « Ah j'ai dit que ton chien sent mauvais, donc c'est palabre ? »